# Nouvelle France (Paris)
Pour les articles homonymes, voir Nouvelle-France (homonymie).
La Nouvelle France  est un ancien quartier de Paris.

## Situation
Il était situé aux alentours de l'actuel square Montholon, entre l'ancien quartier des Porcherons à l’ouest, le faubourg Poissonnière au sud et le faubourg Saint-Laurent à l’est.

## Origine du nom
Ce nom de « Nouvelle France » proviendrait d’un établissement d’éducation de jeunes gens destinés à partir au Canada sur lequel on a aucune information précise.

## Historique
Deux propriétaires de 3 arpents de vignes (environ 1 hectare), Jean Piédaleu et Charles Mareuil, vendent en 1644 leur terrain compris entre la rue du Faubourg-Poissonnière, la rue Jollivet, actuelle rue de Bellefond et le chemin de Saint-Lazare au Roule, actuelle rue Bleue, pour y construire 19 maisons. Jean Piedaleu donne également un terrain au 77 rue du Faubourg-Poissonnière pour l’érection d’une chapelle. Cette chapelle dédiée à Sainte-Anne en hommage à la Reine fut construite en 1656.
La Nouvelle France fut rattachée à la paroisse de Montmartre et non à celle de Saint-Laurent, dont le curé avait des prétentions d’annexer le nouveau quartier. Le litige fut définitivement réglé par un arrêt de 1723 confirmant le rattachement du hameau à l’abbaye de Montmartre.
À sa fondation, cette petite agglomération est isolée de la ville par un territoire essentiellement agricole s’étendant entre les boulevards Poissonnière et de Bonne-Nouvelle au sud et le chemin du Roule à Saint-Lazare, actuelles rue Bleue et rue de Paradis au nord. La zone urbanisée n'atteindra la Nouvelle France que lors de la construction du quartier du Faubourg Poissonnière au cours du XVIIIe siècle  autour du grand égout couvert après 1760. 
Les parties bâties du  faubourg Saint-Denis et du faubourg Saint-Laurent, à l’est et du quartier des Porcherons à l’ouest, étaient également éloignées.
Une barrière d’octroi était installée rue Sainte-Anne, autrement dit rue du Faubourg-Poissonnière, au croisement avec la rue de Paradis et la rue d’Enfer (actuelle rue Bleue).
Le château de Charolais et son vaste domaine fut construit XVIIIe siècle au nord du quartier.
La partie de la rue du Faubourg-Poissonnière au nord de la rue Bellefond fut nommée rue Sainte-Anne ou rue du Faubourg-Sainte-Anne jusque dans les années 1770, avant de prendre sa dénomination actuelle.
Les habitants de la Nouvelle France sont exemptés de taille par un arrêt de 1650.
La maison du bourreau Charles Sanson était située dans le quartier de la Nouvelle France à l'angle de la rue d'Enfer (rue Bleue) et de la rue du Faubourg Poissonnière. Ses héritiers vendirent en 1778 cette propriété sur laquelle furent ouvertes en 1780 les rues Papillon et Riboutté.

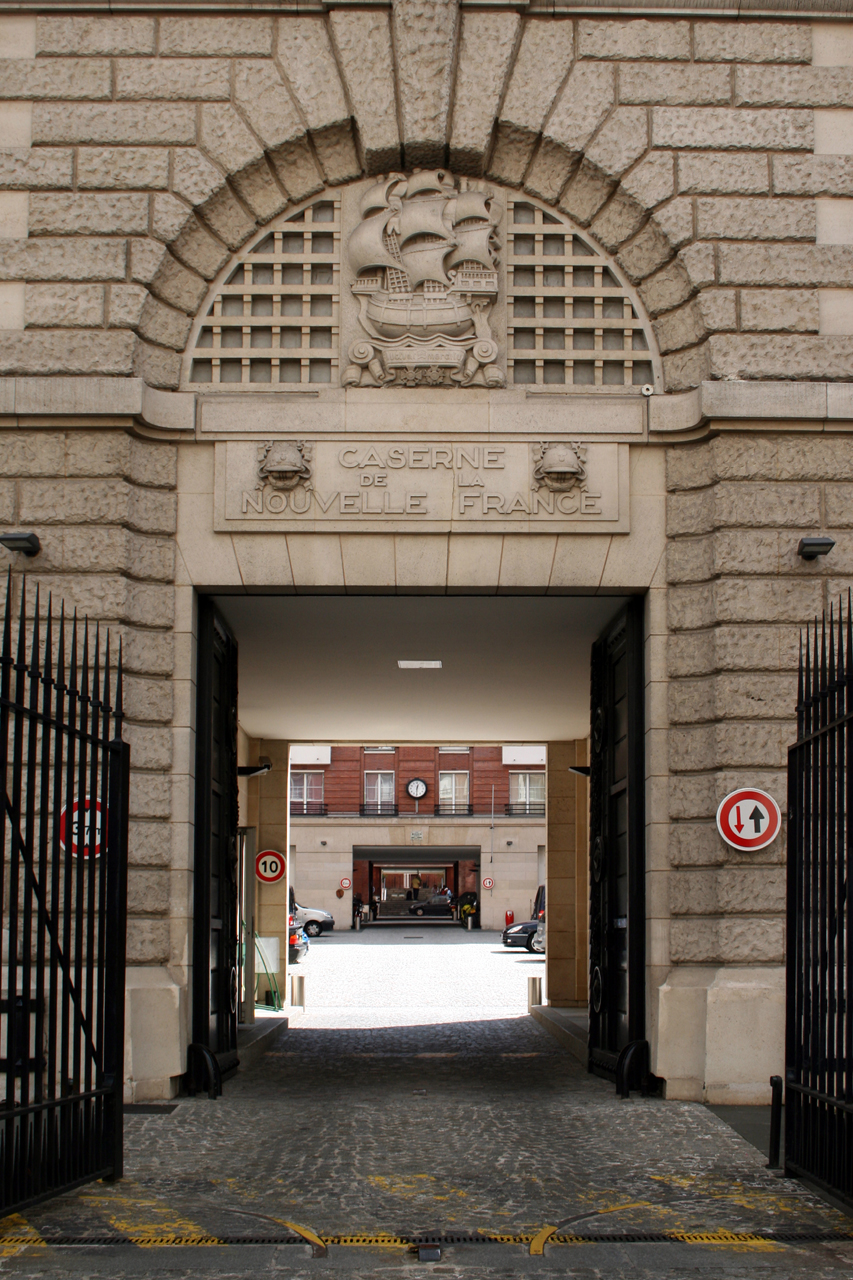
Caserne de la Nouvelle-France.

C'est à l'initiative du maréchal duc de Biron, colonel du régiment des Gardes françaises que cinq casernes vont être construites à Paris. Une caserne des Gardes françaises est construite dans l'enclos Saint-Lazare, sur la rue du Faubourg-Poissonnière, à l'actuel no 82-84, dans le quartier de la Nouvelle France. Claude-Martin Goupy a acheté le terrain nécessaire. L'aliénation du terrain a été obtenu par lettres patentes obtenues en juin 1771. L'enregistrement de ces lettres patentes est obtenu le 8 mai 1772. La congrégation de Saint-Lazare s'est délaissée le 30 août 1772 d'un terrain de 18 518 m2, à titre de cens et rente foncière, au profit de Claude-Martin Goupy. Il en a la jouissance à partir du 1er septembre 1771. Les travaux de construction de la caserne ont commencé avant l'enregistrement définitif . Le gros œuvre du bâtiment sur rue est pratiquement achevé le 10 septembre 1772. La caserne est achevée en 1773. Elle a été construite aux frais de Goupy qui loue la caserne pour 9 000 livres tournois avec un bail de 36 ans. L'entrée jouissance de la caserne avait été fixée au 1er janvier 1773. La caserne pouvait recevoir deux compagnies de fusiliers de 120 hommes et une compagnie de grenadiers de 110 hommes. Le Régiment des Gardes françaises est dissous le 30 août 1789. La caserne est restée la propriété de Goupy, puis de sa veuve. Après la dissolution des Gardes françaises, la caserne est vendue par l'État à M. de La Brillantais qui la revend à l'État vers la fin de la Restauration qui y installe deux bataillons d'infanterie jusqu'en 1914. Les bâtiments construits par Goupy devenus vétustes ont été abandonnés par l'armée. Ils sont devenus propriété de la Ville de Paris en 1926. Ils ont été détruits au début des années 1930. Une nouvelle caserne a été construite sur les plans de l'architecte Édouard Boegner (1887-1962). La construction est achevée en 1942. Les trophées d'arme qui ornaient la façade de l'ancien bâtiment ont été conservés après la reconstruction. La caserne a été attribuée à la Garde républicaine.
Les habitants de la Nouvelle France restent de condition modeste au XVIIIe siècle et au début du XIXe siècle et les constructions assez médiocres  à une époque où de somptueux hôtels particuliers se construisent dans les quartiers environnants, Chaussée d’Antin à l’ouest, faubourg Poissonnière au sud, nouveau quartier Poissonnière à l’est qui fut parfois dénommé Nouvelle France.
La chapelle Sainte-Anne supprimée en 1790 et vendue comme bien national en 1795 est remplacée par la première église Saint-Vincent-de-Paul bâtie en 1805 rue de Montholon en attendant l’édification de l’actuelle église de 1824 à 1844 sur une butte de l’ancien clos Saint-Lazare

### Transformation du quartier
Le quartier est bouleversé par les opérations d’urbanisme :
- Dans sa partie sud, par l’ouverture en 1780  des rues de Montholon, rue Papillon et Riboutté par lotissement de terrains acquis par l’architecte Samson-Nicolas Lenoir.
- Dans son ensemble, sous le Second Empire par le prolongement de la rue Lafayette et par les percements des rues Blandin (actuelle rue Pierre-Semard), Mayran, Rochambeau et la création du square Montholon. Cette opération d’urbanisme s’est accompagnée d’importants terrassements, d'où le passage de la rue Pierre-Semard sous la rue de Bellefond, qui ont rendu méconnaissable le site.

Les immeubles de rapport édifiés après 1850 ont fait disparaître l’habitat ancien et le souvenir de l’ancien quartier n’est préservé que par le nom de la caserne.

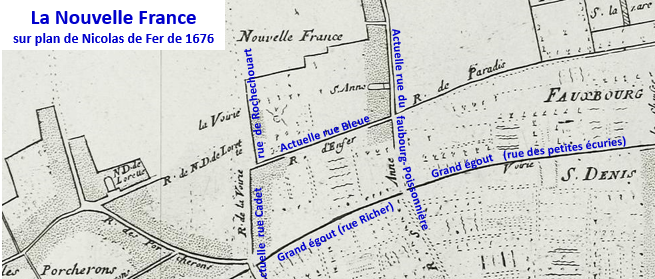
Nouvelle France sur le plan de Nicolas de Fer en 1676.
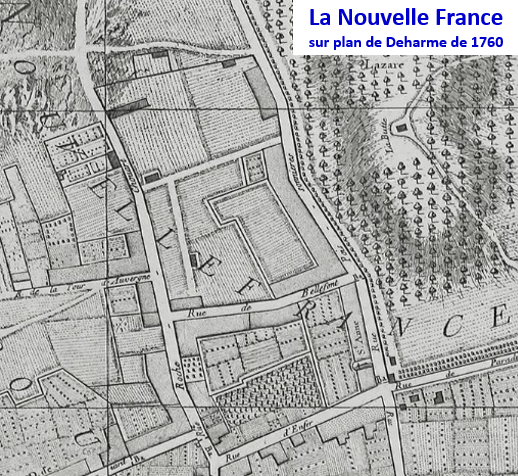
Nouvelle France sur le plan Deharme de 1760.
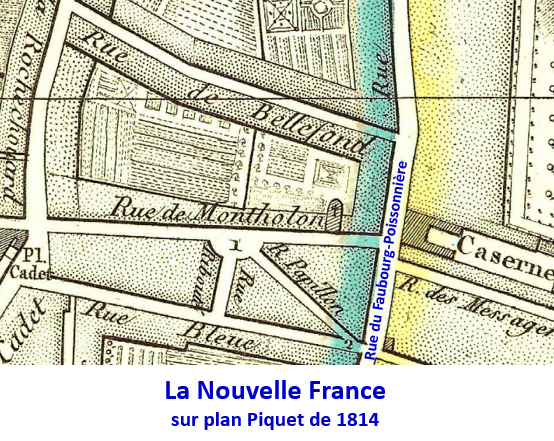
Nouvelle France sur le plan Piquet de 1814.
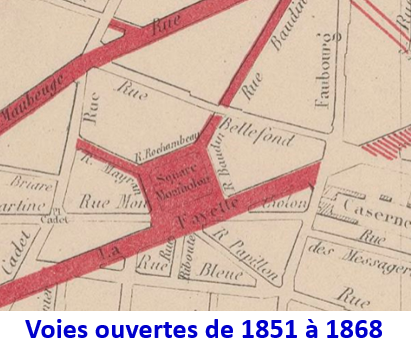
Voies ouvertes de 1851 à 1868